# 2022年冬季残疾人奥林匹克运动会加拿大代表团
2022年冬季残疾人奥林匹克运动会加拿大代表团是加拿大派出的2022年冬季残疾人奥林匹克运动会代表团。获得8枚金牌、6枚银牌和11枚铜牌。